# Live and Well
| Оценки критиков  | Оценки критиков |
| Источник         | Оценка          |
| ---------------- | --------------- |
| AllMusic         | [ 1 ]           |
| Uncut            | [ 2 ]           |
| Austin Chronicle | [ 3 ]           |
| PopMatters       | [ 4 ]           |

Live and Well — концертный альбом американской кантри-певицы Долли Партон, выпущенный 14 сентября 2004 года на лейбле Sugar Hill. Он был записан во время её первого за многие годы концертного тура Halos & Horns Tour, прошедшего в 2002 году. Для записи альбома использованы выступления от 12 и 13 декабря 2002 года. Одновременно с альбомом вышел DVD концерта. Альбом достиг 22 строчки в кантри-чарте Billboard Hot Country LP’s.

## Отзывы критиков
Альбом получил положительные и умеренные отзывы музыкальной критики и интернет-изданий: AllMusic, PopMatters, Uncut, Exclaim!, The Austin Chronicle.

## Коммерческий успех
Альбом поднялся до 22-го места в американском хит-параде музыки кантри Billboard Top Country Albums.

## Список композиций
Слова и музыка всех песен — Долли Партон, кроме указанных.
| №                   | Название                     | Автор(ы)                       | Длительность |
| ------------------- | ---------------------------- | ------------------------------ | ------------ |
| 1.                  | «Orange Blossom Special»     | Ervin T. Rouse                 | 1:42         |
| 2.                  | «Train, Train»               | Shorty Medlocke                | 2:34         |
| 3.                  | «The Grass is Blue»          |                                | 2:32         |
| 4.                  | «Mountain Angel»             |                                | 8:23         |
| 5.                  | «Shine»                      | Ed Roland                      | 5:18         |
| 6.                  | «Little Sparrow»             |                                | 4:43         |
| 7.                  | «Rocky Top»                  | Felice Bryant Boudleaux Bryant | 2:55         |
| 8.                  | «My Tennessee Mountain Home» |                                | 3:26         |
| 9.                  | «Coat of Many Colors»        |                                | 5:18         |
| 10.                 | «Smoky Mountain Memories»    |                                | 5:36         |
| 11.                 | «Applejack»                  |                                | 4:33         |
| 12.                 | «Marry Me»                   |                                | 3:22         |
| Общая длительность: | Общая длительность:          | Общая длительность:            | 50:22        |

| №                   | Название | Автор(ы)                    | Длительность |
| ------------------- | --- | --------------------------- | ------------ |
| 1.                  | «Halos and Horns» |                             | 5:06         |
| 2.                  | «I'm Gone» |                             | 4:17         |
| 3.                  | «Dagger Through the Heart» |                             | 3:57         |
| 4.                  | «If» | David Gates                 | 4:08         |
| 5.                  | «After the Gold Rush» | Neil Young                  | 3:38         |
| 6.                  | «9 to 5» |                             | 3:22         |
| 7.                  | «Jolene» |                             | 3:50         |
| 8.                  | «A Cappella Medley - Islands in the Stream - Here You Come Again - Why'd You Come in Here Lookin' Like That - Two Doors Down» | Dolly Parton                | 6:08         |
| 9.                  | «We Irish» |                             | 4:45         |
| 10.                 | «Stairway to Heaven» | Robert Plant and Jimmy Page | 7:38         |
| 11.                 | «I Will Always Love You» |                             | 5:18         |
| Общая длительность: | Общая длительность: | Общая длительность:         | 52:07        |

- Список треков DVD такой же, как и на компакт-диске, за исключением того, что первые две песни на DVD («Orange Blossom Special» и «Train, Train») указаны как один трек[1].
- Информация о треках взята с обложки альбома[6].

## Чарты
| Чарт (2004)              | Высшая позиция |
| ------------------------ | -------------- |
| США (Billboard 200)      | 161            |
| США (Top Country Albums) | 22             |
| США (Independent Albums) | 12             |